# Tequila

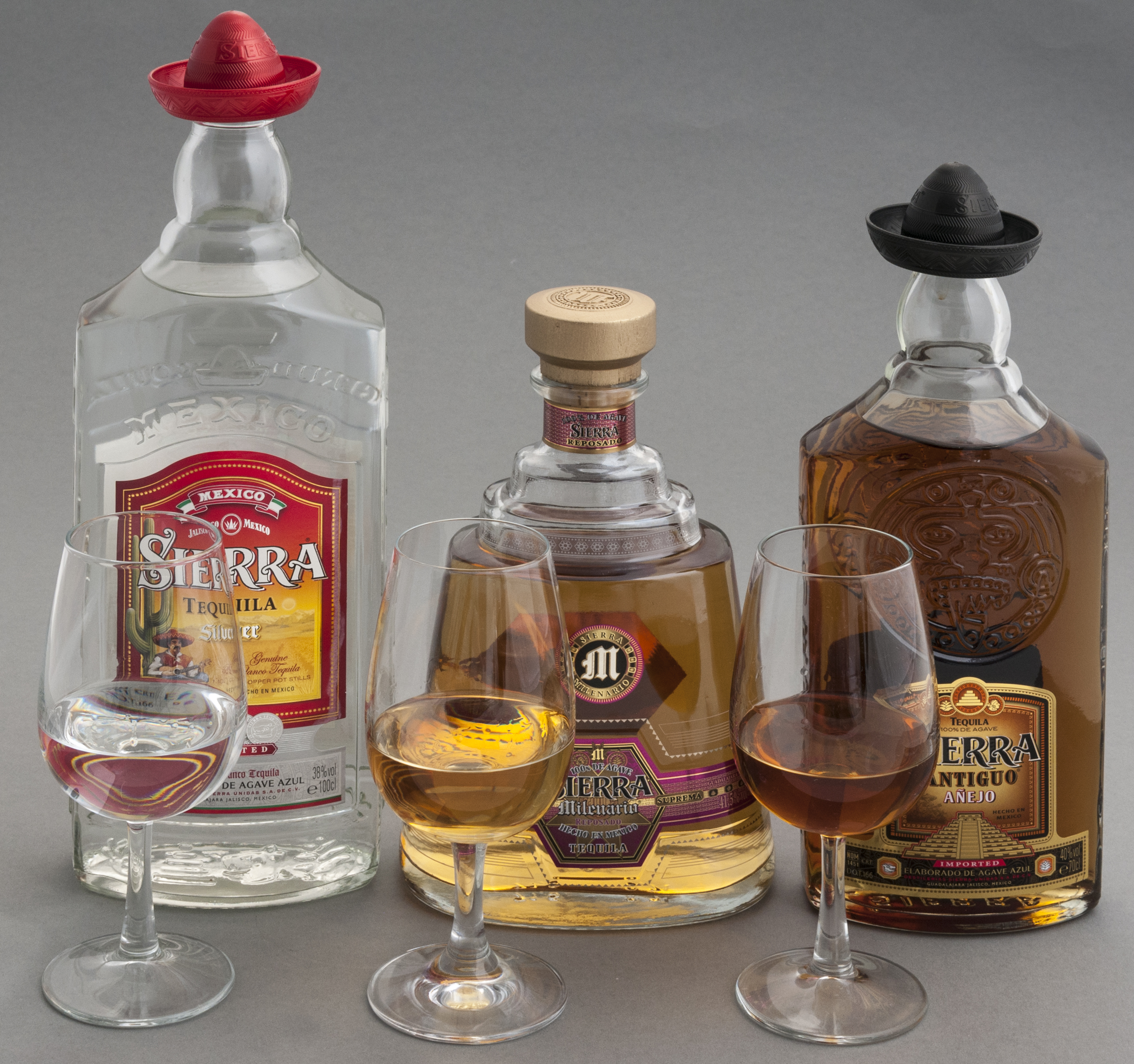
Verschiedene Qualitäten des deutschen Marktführers Sierra Tequila: Silver (ungelagerter Mixto-Tequila) sowie mit 100 % Agave: Milenario Reposado und Antiguo Añejo (v. l. n. r.)

Tequila [teˈkila] ist eine Form der Spirituose Mezcal, eines Agaven-Brands aus Mexiko. Tequila ist der bekannteste Mezcal und wird in der Umgebung der Stadt Tequila im mexikanischen Bundesstaat Jalisco und in vier weiteren Staaten aus dem Herzen der blauen Agave (Agave tequilana Weber, Agavaceae) gewonnen. Dieses Herz wurde von den Einheimischen „Das Haus des Mondes“ genannt, was in der Indigenensprache Nahuatl „Mezcal“ heißt. Für gewöhnlich beträgt der Alkoholgehalt zwischen 38 und 40, bei einigen Tequilas auch bis zu 50 Volumenprozent Alkohol.

## Kategorien

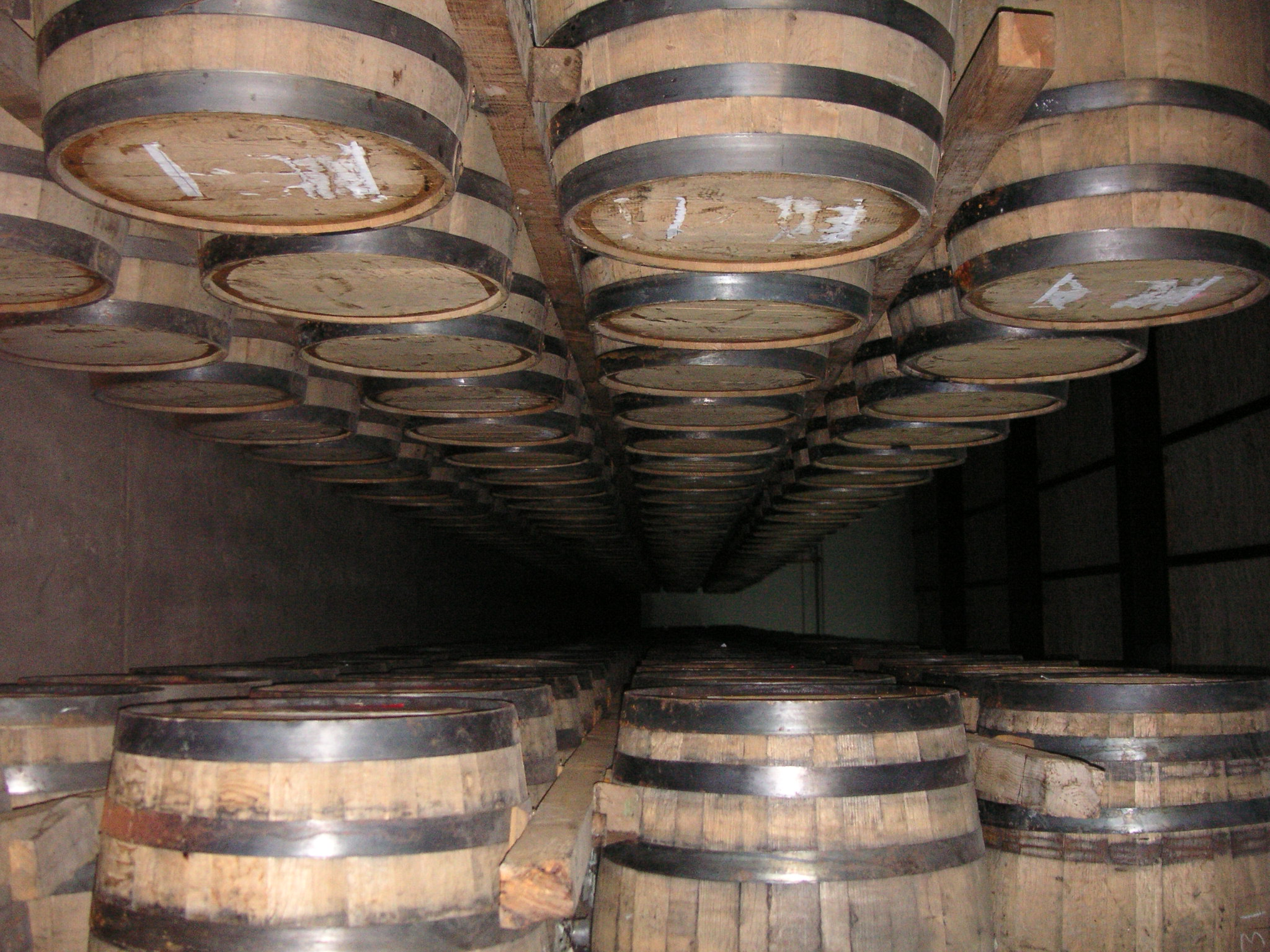
Eichenholz-Fässer, in denen Tequila reposado oder añejo reifen

Bei Tequila unterscheidet die Regulierungsbehörde Consejo Regulador del Tequila A.C. grundsätzlich zwei Qualitäten:
- Mixto: mindestens 51 Prozent des Zuckers zur Alkoholproduktion stammen von der Agave azul („blaue Agave“), der restliche Zucker kann anderen Ursprungs sein, vorzugsweise wird Rohrzucker verwendet. Mixto Tequila darf in Flaschen und Tanks abgefüllt und versendet werden. In Tanks versendet beträgt der Alkoholgehalt für gewöhnlich 55 Volumenprozent und wird beim Abfüller mit Wasser auf Trinkstärke reduziert.
- 100 % Agave azul: darf nur in Flaschen abgefüllt und versendet werden. Insbesondere bei den gereiften Tequilas, reposado und añejo, dürfen die Fässer nur unter Aufsicht des Consejo Regulador del Tequila geöffnet und der Tequila in Flaschen abgefüllt werden.

Zusätzlich wird Tequila basierend auf seiner Reifung in fünf Gruppen klassifiziert. Für den Export werden englische, innerhalb Mexikos spanische Bezeichnungen benutzt:
- silver, blanco, plata: klarer, transparenter Tequila. Nach der Destillation unmittelbar in Flaschen abgefüllt.
- gold, joven oder oro: Ein Blend aus weißem (silver / blanco) Tequila mit gealterten Tequilas (aged / reposado; extra-aged / añejo; ultra-aged / extra-añejo). Dieser Tequila kann zusätzlich mit bis zu 1 % seines Gewichtes durch  Zuckercouleur, natürliche Eichenholzextrakte, Glycerin und Zuckersirup angereichert werden, um ihn gereifter und weicher schmecken zu lassen (smoothed / abocado).
- aged, reposado: Tequila, der mindestens zwei Monate in Eichenholz-Behältern geruht hat.
- extra-aged, añejo: Tequila, der mindestens ein Jahr, aber weniger als drei Jahre, in Eichenholz-Behältern lagert. Die Behälter dürfen eine Größe von 600 Litern nicht übersteigen. Der Alkoholgehalt muss mit Wasser reguliert werden.
- ultra-aged, extra-añejo: Tequila, der mindestens drei Jahre in Eichenholz-Behältern lagert. Diese Kategorie wurde im März 2006 eingeführt.

Die Herkunft der Agaven für die Tequilaproduktion wird gemäß ihren Anbaugebieten in Hochland (Highlands) und Flachland (Lowlands) unterschieden.
Der Agavenanbau, die Fermentation und die Destillation haben einen großen Einfluss auf die Qualität des Tequilas. Der endgültige Geschmack wird ebenfalls stark von der Reifung geprägt.

## Produktion

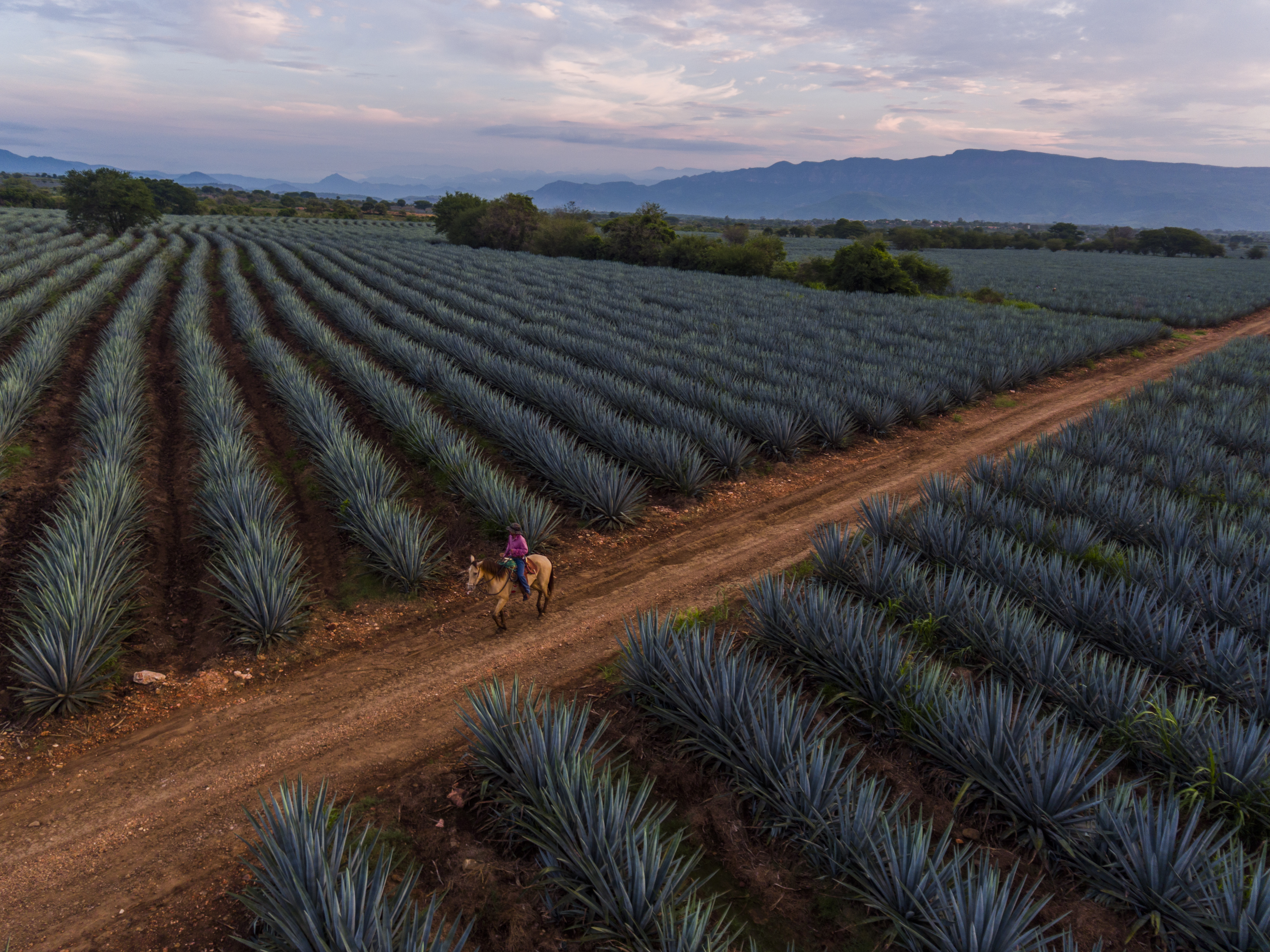
Agavenfeld bei Tequila

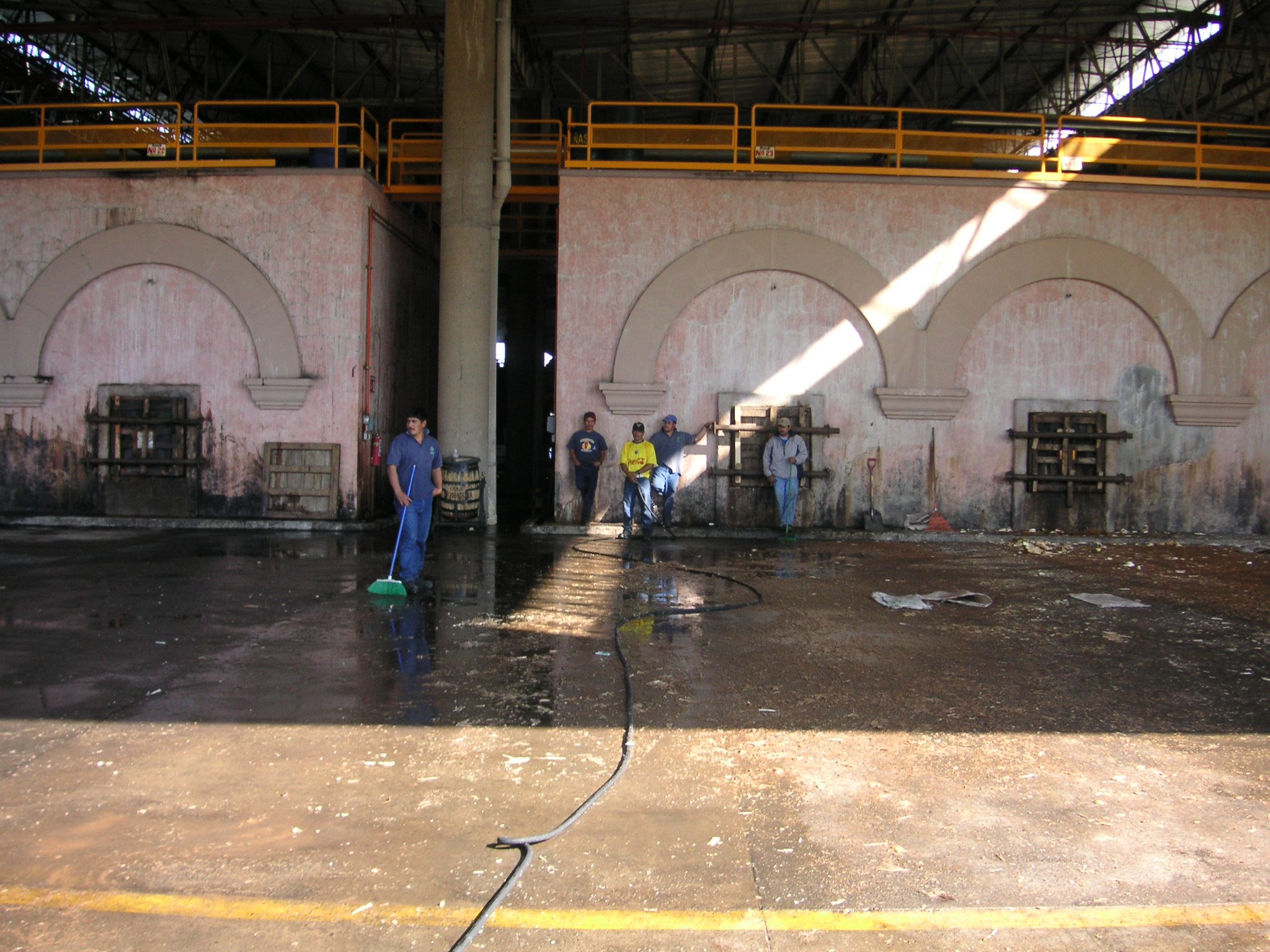
Traditionelle Öfen einer Tequila-Destillerie

Der Rohstoff für Tequila darf ausschließlich aus der blauen Weber-Agave hergestellt werden. Durchschnittlich dauert es acht bis neun Jahre, bis eine Agave geerntet werden kann. Das Innere der Agave, Herz oder auch Piña genannt, wird in Öfen zwischen 60 und 85 °C für 24 bis 36 Stunden unter Dampf gegart.
Die meisten größeren Hersteller jedoch benutzen Autoklaven, worin unter Druck und mit heißem Dampf die Agaven zwischen 8 und 14 Stunden verbleiben. Dadurch wird der Zucker in Einfachzucker umgewandelt.
Nach dem Kochen kühlen die Agaven ab (traditionell zwischen 36 und 48 Stunden) und werden dann zerkleinert. Mit Wasser bestrahlt, werden Saft und Zucker aus den Pflanzen gelöst, die schließlich ausgepresst werden.
Bevor der Agavensirup oder -most, wenn Agaventeile verbleiben, verarbeitet wird, entscheidet man, ob ein 100-Prozent-Tequila entstehen soll. Bei diesem werden der Sirup oder Most ohne Zusatz in große Tanks eingebracht. Ansonsten muss ein Minimum von 51 % Agaven-Zucker verbleiben, der mit maximal 49 % anderem Zucker gemischt werden kann (mixto Tequila).
Unter Zugabe von Hefe fermentiert die Masse abhängig von Jahreszeit und Temperatur bis zu 12 Tage, mittels moderner Chemie jedoch oftmals nur noch 24 Stunden. Der Zucker wird in Alkohol umgewandelt, etwa 5 % – 7 %, und die Hefe stirbt ab.
Danach findet eine zweifache Destillation statt, selten auch eine dritte, entweder in traditionellen Kupferbehältern oder modernen Stahltanks. Die Destillation dauert zwischen vier und acht Stunden.
Das Ergebnis ist ein völlig klarer Tequila. Für „echten“ Tequila verwendet man übrigens keine Hefen, sondern das Bakterium Zymomonas mobilis. Tequila ist damit eine Besonderheit.
Der 100-Prozent-Tequila muss in Mexiko in Flaschen abgefüllt werden. Zusätzlich bekommt er die Bezeichnung „Hecho en México“ (Hergestellt in Mexiko). Anderer Tequila darf in Tanks verbracht und auch andernorts abgefüllt werden.

## Zertifizierung
Die Erzeugung des Tequila unterliegt strengen gesetzlichen Anforderungen, die durch die mexikanische Aufsichtsbehörde Consejo Regulador del Tequila, kurz CRT, überwacht werden. Zur Bestätigung ihrer Authentizität werden die Produktionsbetriebe vom CRT mit NOM- und DOT-Identifizierungsnummern ausgestattet, die auf dem Flaschenetikett ausgewiesen werden.

### Rechtsstreit
Die niederländische Brauerei Heineken vertreibt ein Desperados genanntes Bier, das als „mit Tequila aromatisiert“ beworben wird. Die CRT hält das für eine unerlaubte Verwendung dieses Wortes. Für eine genehmigte Nutzung müssten mindestens 25 Prozent des Alkoholgehalts auf Tequila zurückzuführen sein.

## Geschichte
Namensgeberin für das Getränk ist die Stadt Tequila nahe der pazifischen Küste. Wahrscheinlich waren Spanier während des 16. Jahrhunderts die ersten, die Tequila herstellten. Die blaue Agave wuchs hier üppig und war im Leben allgegenwärtig. Sie wurde vielfältig genutzt, u. a. zur Herstellung von Seilen, als Nadeln oder Heilmittel und mehr. Da aus Agaven auch das Getränk Pulque hergestellt wurde und viele Einheimische zudem das süße Herz der blauen Agave kauten, liegt die Vermutung nahe, dass die Spanier anfingen, ein Destillat herzustellen.
Diese Entwicklung wurde von der spanischen Kolonialregierung nicht gerne gesehen und die Produktion wurde verboten. Doch die Tequila-Produktion wuchs im Verborgenen, bis im 17. Jahrhundert mit der Einführung einer Steuer die Produktion wieder erlaubt wurde. Tequila verbreitete sich so in der Region, die heute den Bundesstaat Jalisco bildet.
Durch die mexikanische Unabhängigkeit 1821 wurde es schwerer, Alkohol aus Spanien zu beziehen. Die lokalen Hersteller nutzten diese Gelegenheit, erweiterten ihre Tequila-Produktion und verkauften Tequila bis nach
Mexiko-Stadt. Während die Tequila-Produzenten immer mächtiger wurden und auch politischen Einfluss ausübten, wurde Tequila 1911, nach Beendigung der Diktatur von General Porfirio Diaz, zum National-Getränk. Während mexikanische Filme in den 1930er- und 1940er-Jahren das Tequila-Wachstum weiter förderten, expandierte der Tequila während des Zweiten Weltkrieges nach Nordamerika. Maßgeblich soll daran auch die Margarita beteiligt gewesen sein. Schließlich breitete er sich nach Europa und Südamerika und in die ganze Welt aus. Das Museo Nacional del Tequila in Tequila zeigt eine umfassende Sammlung zur Geschichte des Getränks.

## Wirtschaft
Es gibt in Mexiko etwa 163 zertifizierte Hersteller (Stand 2021) mit über 900 Tequila-Marken. Etwa 8000 Agavenbauern mit rund 220.000 Hektar Anbaufläche beliefern die Hersteller. Rund 80 % des Tequilas kommt aus dem mexikanischen Bundesstaat Jalisco. Mittlerweile beherrscht die blaue Agave weite Teile dieser Region. Darüber hinaus darf Tequila aus verschiedenen Municipios der Bundesstaaten Nayarit (8 Municipios), Michoacán (30 Municipios), Guanajuato (7 Municipios) und Tamaulipas (11 Municipios) kommen. Im Jahr 2005 wurden 40 % der Produktion auf dem heimischen Markt verkauft, 46 % in die USA und 14 % in das übrige Ausland exportiert. In der Tequilaproduktion sind, direkt und indirekt, etwa 300.000 Menschen beschäftigt.
Das Regulatory Council of Tequila (CRT) erwartete eine Produktion von 300 Millionen Litern für 2018 und somit die zweithöchste Menge nach 2008, als 312 Millionen Liter destilliert wurden.
Für 2023 berichtet das Regulatory Council of Tequila über eine Produktion von 427,2 Millionen Liter reinem Tequily und 171,5 Millionen Liter Mixto.

## Trinkkultur

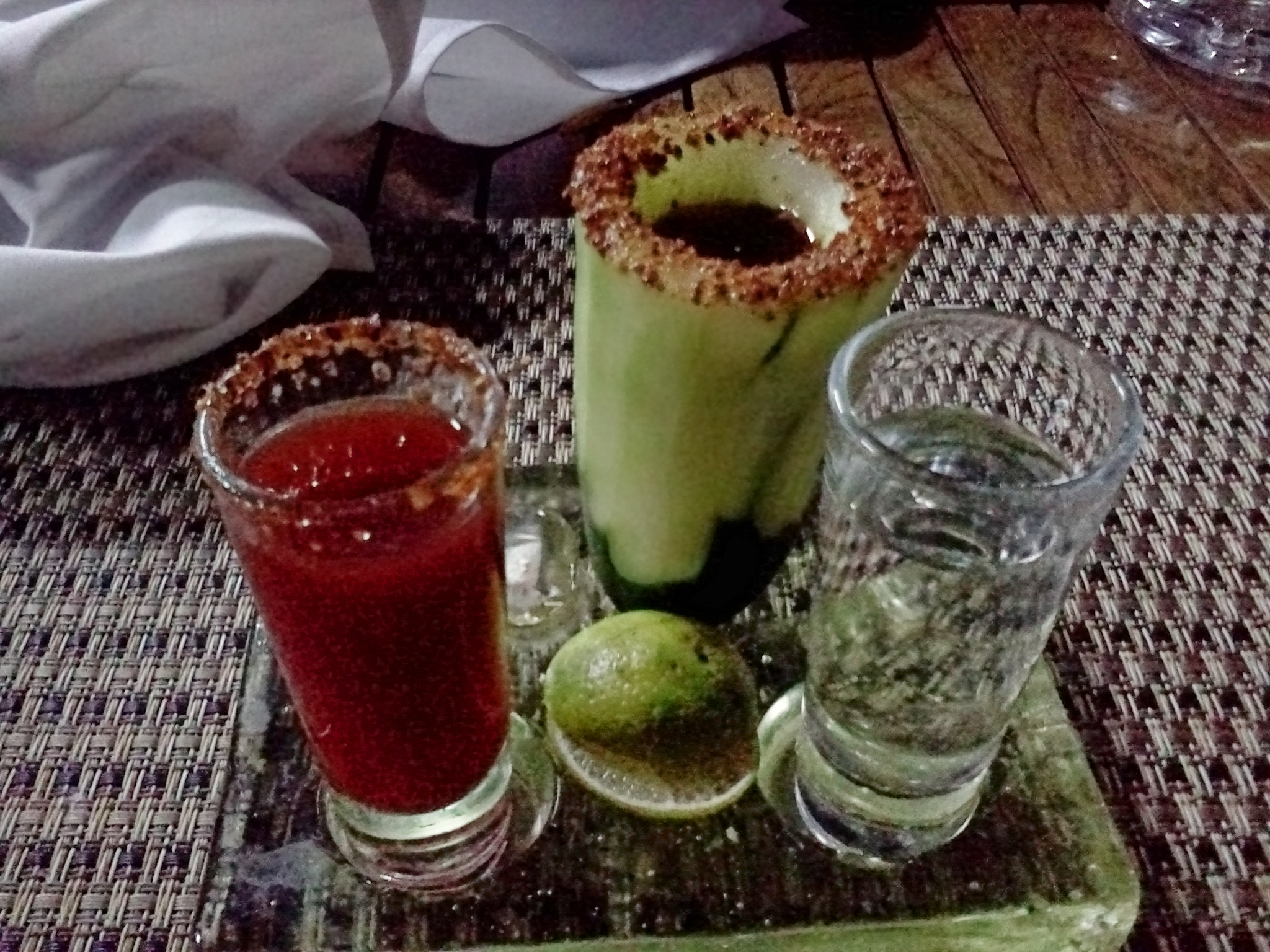
Bandera Tequila, grün (ausgehöhlte, mit Essig gefüllte Gurke), weiß (junger Tequila blanco), rot (Sangrita)

Guter 100-%-Agave-Tequila sollte pur genossen werden. Reposado wird im Sherryglas serviert, Añejo auch im Cognacschwenker. Der runde Geschmack eines guten, alten Tequilas entfaltet sich bei Zimmertemperatur; er sollte auch nicht durch Salz oder Limette verfälscht werden.
Gewöhnlicher junger Tequila wird vor allem außerhalb von Mexiko oft mit Salz und Zitrone/Limette genossen, wobei ein striktes Ritual nicht allgemein üblich ist, sondern Salz und Zitrone/Limette je nach persönlichem Geschmack genommen werden. Am bekanntesten ist jedoch die Reihenfolge, dass zuerst etwas Salz von der Hand geleckt, danach der Tequila gekippt und dann in die Zitronenscheibe gebissen wird. In Mexiko wird weißer Tequila dagegen häufig mit einem Grapefruit-Softdrink gemischt als Longdrink konsumiert.
In Restaurants wird (junger) Tequila auch zusammen mit einem Glas Sangrita und einem Glas Limettensaft zum Essen serviert, also drei Gläser. Die Reihenfolge ist dann Limettensaft, Tequila und zum Schluss Sangrita – genannt wird das ganze „Bandera“ (Flagge), da es den Farben der mexikanischen Flagge entspricht (grün, weiß, rot). Alle oben genannten Kombinationen werden im Wesentlichen zur Neutralisation des Tequilageschmacks verwendet.
Das Trinken des jungen goldenen Tequilas mit einer Orangenscheibe und einer Prise Zimt ist eine deutsche Spezialität und in Mexiko genauso unüblich wie die „schwedische“ Variante. Bei dieser wird eine Kaffeebohne in den klaren Tequila gegeben und dazu eine mit Zimt bestreute halbe Orangenscheibe gereicht. Zuerst wird die Zimt-Orange mit der ersten Hälfte des Tequilas getrunken. Danach der restliche Tequila samt der Kaffeebohne, auf die während des Trinkvorgangs gebissen wird. Diese Trinkart findet man auch in Deutschland neben dem verbreiteten Salz-Tequila-Zitrone-Ritual. Hinzugefügt sei noch, dass das Trinken von Tequila mit Orangenscheibe in Mexiko auch bekannt ist, jedoch wird diese dort mit Reposado Mixto getrunken.
In aller Welt wird Tequila auch in Cocktails getrunken. Häufig werden dafür Mixtos verwendet, aber auch hochwertige Cocktails mit 100-%-Agave-Tequila erfreuen sich zunehmender Beliebtheit.
Die international bekanntesten Tequila-Cocktails sind die Margarita und der Tequila Sunrise. In Mexiko sind die Mixgetränke Charro Negro (Tequila Blanco, Cola, Limettensaft) sowie Paloma (Tequila Blanco, Grapefruitlimonade, ggf. etwas Salz) beliebt.